# Елена Испанска
Нейно Кралско Височество, Доня Елена Мария Исабел Доминика де Силос де Бурбон и де Гресия, Инфанта на Испания, херцогиня на Луго (на испански: Elena María Isabel Dominica de Silos de Borbón y Grecia) е най-възрастната дъщеря на испанския крал Хуан Карлос I и кралица София Гръцка. Инфанта Елена е четвърта в линията на унаследяване на испанската корона след по-малкия си брат – Дон Фелипе Испански, и двете му дъщери.

## Биография
Доня Елена Испанска е родена на 20 декември 1963 г. в Мадрид, Испания. Завършва английска филология в колежа „ESCUNI“ в Мадрид, а след това и педагогика в Мадридския университет Комилас. През 1990 г. защитава магистърска степен по социология и педагогика в Обединеното Кралство.
Като част от испанското кралско семейство инфанта Елена често представлява баща си на различни официални събития в Испания и в чужбина, което е причина инфантата често да пътува зад граница.
На 18 март 1995 г. инфанта Елена се омъжва за Хайме де Маричалар де Тахеда. Двамата имат две деца:
- Фелипе Хуан Фроилан де Тодос лос Сантос де Маричалар и Бурбон
- Виктория Федерика де Тодос лос Сантос де Маричалар и Бурбон

На 13 ноември 2007 официално е съобщено, че Инфанта Елена и съпругът ѝ се разделят.